# Karmele Gisasola
Karmele Gisasola Zenikazelaia "Zelai III" (Mallavia, Vizcaya, 28 de febrero de 1994) es una pentatleta española, especialista en alzamiento de yunque, corte de troncos, carrera de txingas, aizkolari y harri-jasotze.

## Biografía
La afición por el deporte rural le viene de familia. Su padre, José Antonio Gisasola, Zelai I, ya retirado, fue el harrijasotzaile a batir en Euskadi durante casi dos décadas. Al llegar a la mayoría de edad cumplió el anhelo de su padre y comenzó a probar las 18 modalidades del deporte rural vasco.
"Querían que de pequeña levantara piedra, pero yo entonces no veía a mujeres en la plaza. Mi hermano y mis primos sí que empezaron porque, claro, ellos sí veían a otros hombres, referentes e ídolos. Es decir, sé que siempre ha habido mujeres levantadoras muy buenas, pero no han tenido su sitio en la sociedad. Mi aita estuvo 20 años y nunca compartió una plaza con una mujer. Da qué pensar".
El 27 de febrero de 2021 batió su mejor marca y lo hizo en Mallavia, levantando la piedra de cien kilos.
En marzo de 2021 el Ayuntamiento de Mallavia le hizo un homenaje en el frontón municipal en reconocimiento a su trayectoria deportiva. Gisasola recordó cómo su abuela «levantaba piedras en casa, pero nunca salió a las plazas porque no estaba bien visto y se quedaban en casa; no tenían el derecho de salir a la plaza».

## Palmarés
- 2017, 2018, 2019, 2020, 2021, 2022 y 2023, Campeona de Vizcaya de levantamiento de yunque
- Campeona de Vizcaya de levantamiento de piedra: 2019, 2021, 2022 y 2023
- Ganadora del Campeonato de Euskadi de levantamiento de piedra:  2019, 2021, 2022, 2023
- Ganadora del Campeonato de levantamiento de Yunque de Euskadi: 2020, 2021,2022 y 2023
- Ganadora del Torneo Dos Piedras Irregulares Femeninas de Zarauz 2021, 2022 y 2023
- Ganadora del Torneo de Mallavia de levantamiento de piedra 2021, 2022 y 2023
- Campeona Vizcaya Aizkolaris 2021, 2022 y 2023
- Campeonato de Aizkolaris torneo Sherpa(2)
  - Individual (1): 2021.
  - Parejas (1): 2021.[5]
- Campeona de Euskadi de levantamiento de piedra, Mungia 2021.[3]
- Campeona la primera edición del Pentatlón Vasco en categoría femenina.[6]